# حجت‌الله سلطانی
حجت‌الله سلطانی دیپلمات ایرانی است که از سال ۱۳۹۸ تا خرداد ۱۴۰۴ سفیر ایران در ونزوئلا بود.